# Giuseppe Castellucci

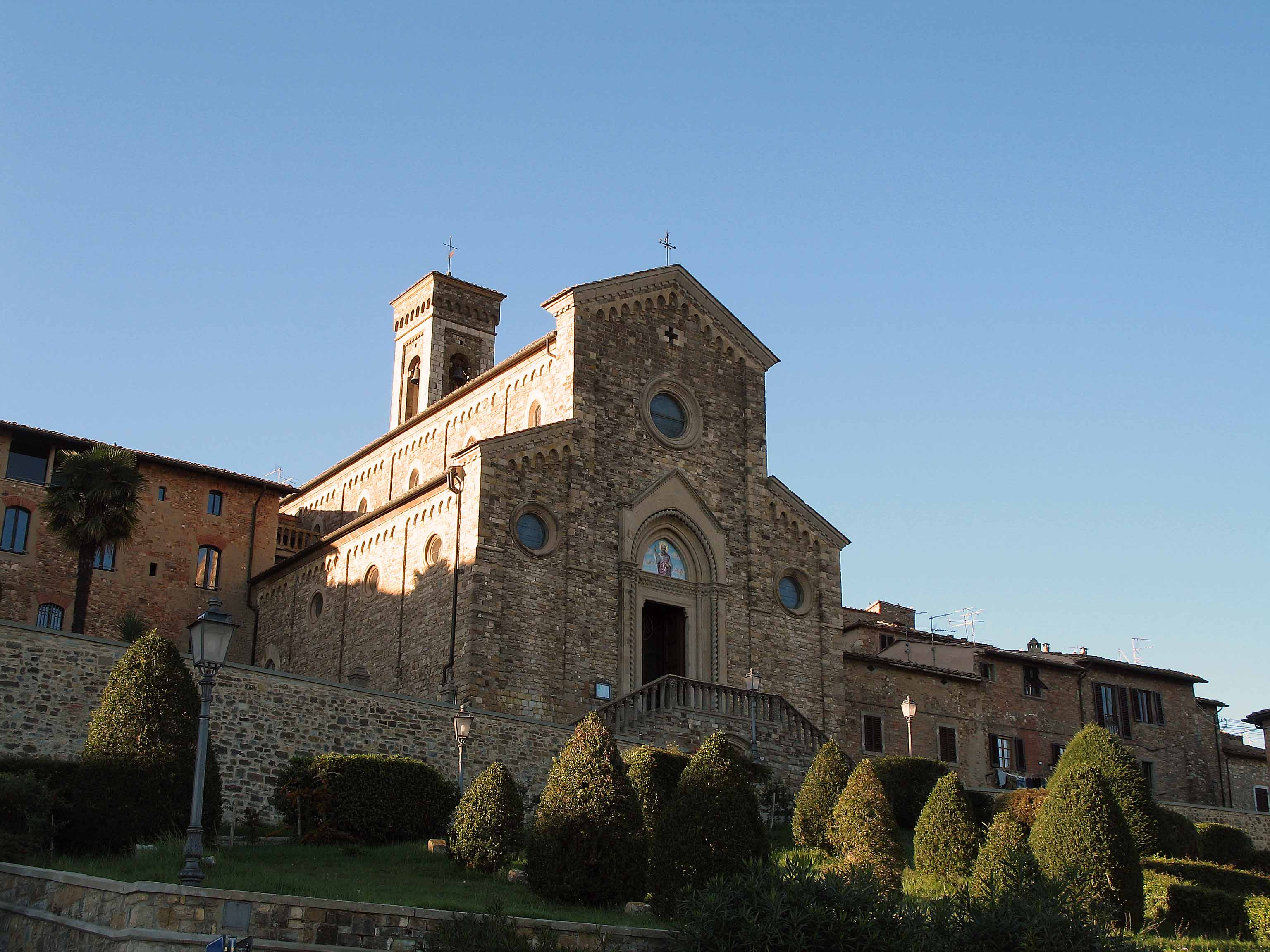
Pieve di San Bartolomeo a Barberino Val d'Elsa

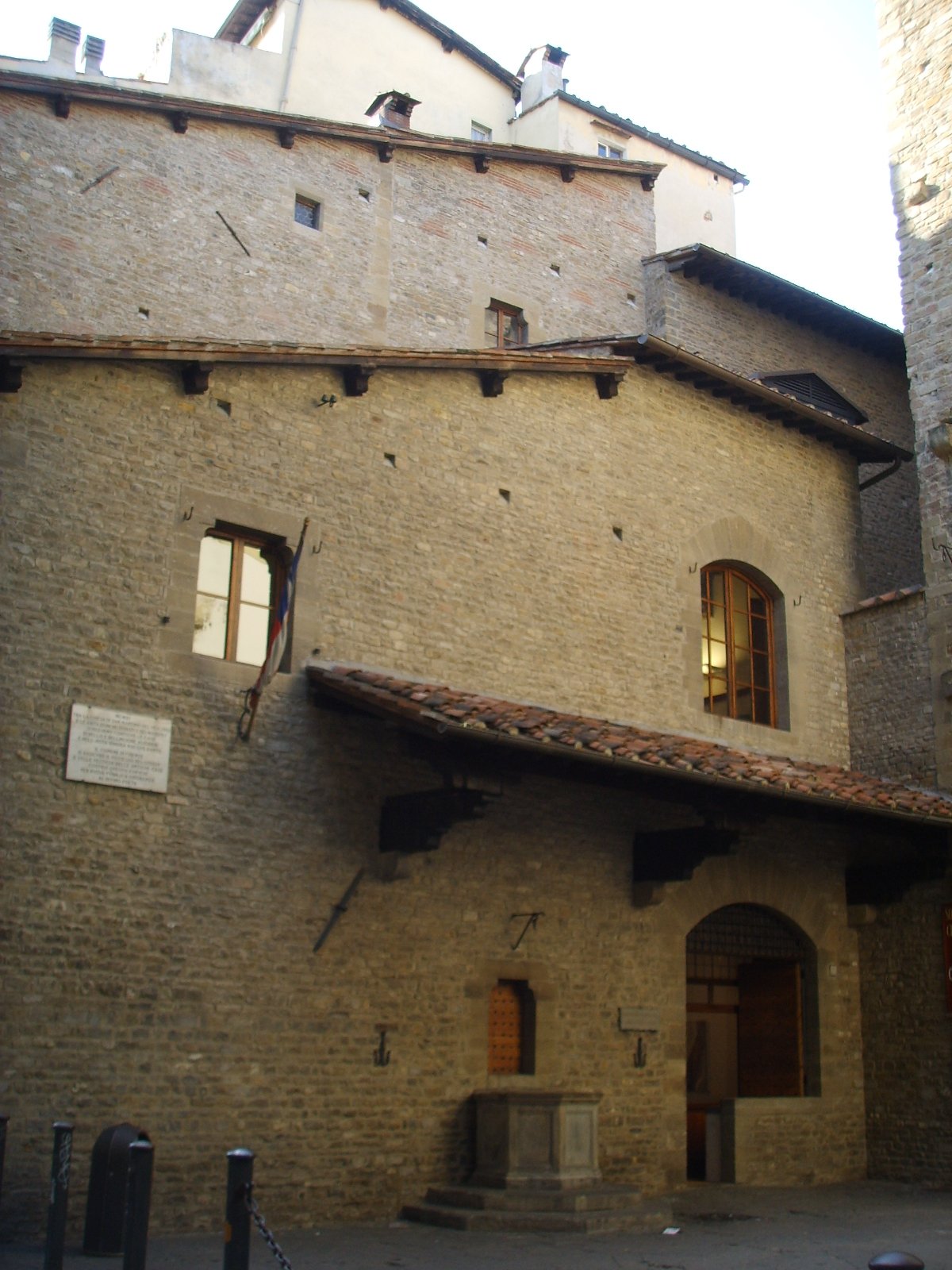
Il Museo della Casa di Dante, a Firenze

Giuseppe Castellucci (Arezzo, 28 aprile 1863 – Firenze, 8 aprile 1939) è stato un architetto italiano, tra gli esponenti principali dello stile neogotico in Toscana.

## Biografia
Si formò all'Accademia di Belle Arti fiorentina e in seguito venne assunto presso l'Ufficio Regionale per la conservazione dei Monumenti Nazionali. In quella carica curò numerosissimi restauri su tutto il territorio regionale.
La sensibilità ottocentesca e dei primi anni del Novecento riguardo al restauro era ben diversa da quella odierna, e il Castellucci fu forse il protagonista di quella maniera di intervenire, caratterizzata da azioni invasive, arbitrarie e irreversibili, che oggi vengono tanto deprecate. Gli interventi non di rado si trasformavano in una drastica selezione degli elementi da mantenere e da demolire, azzerando talvolta la stratificazione secolare negli edifici. Altre volte si procedeva a una vera e propria ricostruzione ex novo, con elementi più "immaginati" che filologicamente coerenti.
In ogni caso l'attività del Castellucci e dei suoi collaboratori, se letta nel quadro generale dell'epoca in questione, come espressione artistica a sé stante piuttosto che come intervento di "restauro", restituisce un più giusto peso alle qualità estetiche del suo operato, che tanto caratterizzano l'aspetto delle città, dei borghi e dei castelli toscani anche oggi.

## Regesto delle opere

### Architetture religiose
- Grosseto
  - Fronte meridionale del Duomo
- Pescia (PT)
  - Facciata della cattedrale
- Lucca e provincia
  - Duomo
  - Oratorio di Santa Giulia
  - Basilica di San Frediano
  - Chiesa di San Leonardo
  - Chiesa di Santa Maria in Corteorlandini
  - Chiesa di Sant'Andrea a Gattaiola
  - Chiesa di Sant'Antonio (Viareggio)
- Arezzo e provincia
  - Facciata della Cattedrale
  - Chiesa di San Domenico
  - Chiesa di Santa Maria delle Grazie
  - Chiesa di San Michele (Arezzo)
  - Facciata della chiesa di Sant'Agnese
  - Cripta della chiesa di Santa Maria in Gradi
  - Facciata della chiesa di San Lorenzo (Arezzo)
  - Facciata della chiesa di San Pier Piccolo
  - Pieve di Sant'Agostino e campanile
  - Pieve di San Donnino a Maiano
  - Chiesa di Santa Maria Assunta in Chiassa
  - Pieve di Sant'Antonino a Socana
  - Chiesa di Santa Maria di Casanovole ad Anghiari
  - Basilica di Santa Margherita a Cortona
  - Pieve di San Michele Arcangelo a Metelliano, presso Cortona
  - Chiesa di Sant'Agostino a Monte San Savino
  - Chiesa dei Santi Tiburzio e Susanna a Gargonza presso Monte San Savino
  - Chiesa di San Francesco a Lucignano
  - Chiesa di San Lorenzo a Bibbiena
  - Chiesa di San Fedele a Poppi
  - Convento di Montecarlo a San Giovanni Valdarno
  - Santuario di Santa Maria delle Grazie (Stia) a Stia
- Firenze e provincia
  - Chiesa di Santa Maria Maggiore
  - Chiesa di Santa Maria della Croce al Tempio
  - Chiesa di Santa Margherita
  - Chiesa di Santa Elisabetta delle Convertite
  - Basilica di Santa Trinita
  - Chiostro degli Aranci nella Badia Fiorentina
  - Chiesa di San Leonardo in Arcetri
  - Cimitero della Misericordia
  - Campanile di San Domenico di Fiesole
  - Campanile del Duomo di Fiesole
  - Convento di San Francesco a Fiesole
  - Chiostro di San Francesco a Castiglion Fiorentino
  - Pieve di San Bartolomeo a Barberino Val d'Elsa
  - Chiesa di San Bartolomeo in Tuto a Scandicci
  - Chiesa di Santa Maria a Quarto
- Pisa e provincia:
  - Campanile di San Francesco
  - Chiesa di Sant'Agostino da Montefeltro a Marina di Pisa
- Città di Castello
  - Pieve di Canoscio
  - Camposanto
- Arenzano (Genova)
  - Santuario del Bambino Gesù di Praga
- Matelica (Macerata)
  - Ristrutturazione della Concattedrale di Santa Maria Assunta

### Architetture civili
- Firenze e provincia
  - Casa di Dante
  - Palazzo Canacci
  - Palazzo Giandonati
  - Palazzo Guicciardini
  - Palazzo Corsi
  - Palazzo Cuccoli-Fiaschi
  - Palazzo Martinelli
  - Palazzo Portinari Salviati
  - Palazzo Montauto
  - Palazzo Mazzei
  - Case in Via Guicciardini
  - Villa del Pratellino
  - Castello il Palagio
  - Castello Bacìo a Panzano in Chianti
- Arezzo e provincia
  - Belvedere alla Fortezza Medicea
  - Torre di Uguccione della Faggiola
  - Casa del Petrarca
  - Palazzo Cofani-Bizzolari
  - Villa La Striscia
  - Cappella del Cimitero di Castiglion Fibocchi
  - Palazzo del Podestà a Lucignano
  - Castello di Pelago
  - Palazzo del Rosso a Sansepolcro
  - Palazzo di Piero della Francesca a Sansepolcro
- Perugia
  - Castello di Prodo

## Progetti
- Villa Marchi a Firenze
- Padiglione delle Ceramiche a Signa
- Cappella Levi nel cimitero di Rifredi
- Cappella Cuccoli-Fiaschi a Fiesole
- Museo Bandini a Fiesole.